# .cf
.cf je internetová národní doména nejvyššího řádu pro Středoafrickou republiku. Je k dispozici zdarma bez nároku na vlastnictví domény. Spravuje ji Central African Society of Telecommunications.